# Идан Райхел
Идан Райхел (на иврит: עידן רייכל, роден на 12 септември 1977 г. в Кфар Саба, Израел) е известен израелски певец и музикант, изключително популярен в Израел с формацията Idan Raichel Project (на иврит: иврит: הפרוייקט של עידן רייכל), отличаваща се със своя стил – смесица от електронна музика, традиционни текстове на иврит и етиопска музика.
Преди основаването на Idan Raichel Project, Идан Райхел свири на клавишните инструменти в групата на Иври Лидер.

## Биография

### Ранни години
Идан Райхел е роден в семейство на ашкенази в Кфар Саба, Израел. На 9-годишна възраст Райхел започва да свири на акордеон, като изпитва особен интерес към циганската музика и тангото. В гимназията изучава джаз пиано, което увеличава способностите му за импровизация и му помага в бъдещата му съвместна работа с други музиканти.

### Военна служба
На 18-годишна възраст Идан постъпва в израелската армия. Именно през този период Райхел започва да се формира като професионален музикант. Като част от военната си служба Идан се присъединява към армейската рок група, която обикаляла военните бази и изпълнявала кавъри на израелски и европейски поп хитове. Благодарение на поста си на ръководител на групата, Идан придобива и умения за това как се организират и провеждат шоута на живо.

### Работа като съветник
След края на военната си служба, Райхел постъпва на работа като съветник в училище-интернат за имигранти и проблемни младежи. Училището се посещавало от много млади етиопски евреи, чрез които Идан се запознава с етиопската фолклорна и поп музика. Повечето младежи от училището отхвърляли културните си традиции с цел да се приспособят и асимилират с израелското общество, но благодарение на една малка група от тийнейджъри, останали почитатели на етиопската музика, той има възможността да чуе музиката на Mahmoud Ahmed, Aster Aweke и Gigi. Така Идан започва да посещава етиопски барове и клубове в Тел Авив.

## Музикална кариера
В същото това време Райхел работи и с много от известните израелски певци като бекъп музикант или изпълнител по време на музикални записи. Няколко години по-късно той решава да започне да се занимава със свои собствени проекти, като кани различни музиканти и певци да се присъединят в този негов проект. За Идан Райхел културните различия в Израел са били винаги обект на особен интерес, поради което той решава да изрази чрез музиката си уважението си към различните култури. Работа на Райхел предизвиква интереса на Gadi Gidor от Helicon Records, който решава веднага да сключи договор с него.

## Idan Raichel’s Project (2002)
През 2002 г. Helicon Records издават Idan Raichel’s Project – първия албум на Идан Райхел. Идан композира и аранжира много от парчетата в албума, изпълнява вокалите и свири на клавишните инструменти, като в същото това време работи съвместно и с много други музиканти. Сред хит синглите са Boi  (בואי/„Ела“), Im Telech (אם תלך/„Ако си отидеш“) и M'dab'rim B'sheket (מדברים בשקט/„Говорейки тихо“).
По-голямата част от песните на Идан Райхел са на иврит, но има и няколко, които са изцяло на амхарски, а в други само някои от думите са на амхарски. Песните се изпълняват от мъжки и женски глас, като традиционни и фолклористични мелодии биват адаптирани към модерните музикални стилове. Повечето от песните на иврит са с любовна тематика – такава е и песента Hinech Yafah (הינך יפה/Thou art Fair), базирана на Соломоновата Песен на песните. Началната песен на албума, B'rachot L'shanah Chadashah (ברכות לשנה חדשה / „Blessings for a new year“), в която монотонни гласове рецитират традиционни еврейски благословии, също е свързана с еврейската литургия.
Албумът Idan Raichel Project се продава в над 120.000 копия, което го прави троен платинен албум. През ноември 2005 г. Идан Райхел се изявява в Apollo Theater в Харлем, Ню Йорк с две доста успешни шоута.

## Mimaamakim (2005)
През 2005 г. Идан Райхел издава втория си албум – Mi'ma'amakim (ממעמקים / „От дълбините“). Заглавното парче на албума – Mi'ma'amakim, което излиза в края на 2004 г., наподобява началото на Псалом 130 (традиционно рецитиран от евреите по време на нещастие) и се превръща в голям хит.
Първото и последното парче от албума се изпълняват от певицата Шошана Дамари.
В текстовете на песните си, освен иврит и амхарски, Идан Райхел използва също така и арабски (в Azini), тигриня (в Siyaishaya Ingoma), хинди (в Milim Yafot Me'ele) и йеменски иврит.

## Дискография

### Албуми
| Година | Албум                                         | Сертификат в Израел |
| ------ | --------------------------------------------- | ------------------- |
| 2002   | Idan Raichel’s Project                        | 3x платитен         |
| 2005   | Mimaamakim                                    | 2x платинен         |
| 2006   | The Idan Raichel Project (Международен албум) | -                   |